# 佐藤晴香
佐藤晴香（日语：／ Satō Haruka，7月31日—），日本女性前配音員。出身於福岡縣。此前曾隸屬於Production baobab。離開Baobab後，她卸任了先前的角色，退出了演藝界。

## 演出

### 電視動畫
2013年
- 黑魔女學園（如月星羅）

### 外語配音

#### 動畫
2012年
- 忍者哈特利（河合夢子〈初代〉）[1]

2013年
- 棉花小兔（慕菲[2]）

## 外部連結
- 佐藤晴香｜Production baobab，存于 （日語）
- （日語）—WEB THE TELEVISION（日语：ザテレビジョン）
- 佐藤晴香 （页面存档备份，存于） （日語）—oricon
- 佐藤晴香 （页面存档备份，存于） （日語）—allcinema（日语：allcinema）